# آرثر ثيت
آرثر ثيت (مواليد 25 مايو 2000) هو لاعب كرة قدم بلجيكي يلعب كمدافع في نادي بولونيا.